# Jonathan De Falco
Jonathan De Falco (născut la 8 octombrie 1984) este un fost fotbalist belgian care la momentul de față este actor în filme pornografice sub numele de scena Stany Falcone.

## Cariera de fotbalist
De Falco și-a început cariera cu Bruxelles, înainte de a trece în 2004 la echipa OH Leuven din Divizia a Treia Belgiană.
El a jucat două sezoane pentru Deinze, până în 2009 când Deinze a retrogradat la Divizia a Treia moment în care De Falco s-a mutat la Sottegem (echipa de divizia a treia). Decizia de a renunța la fotbal a coincis cu momentul în care De Falco își recunoaște homosexualitatea în mod public.

## Pornografice cariera in actorie
În căutarea unei alternative de venit, De Falco a devenit dansator în cluburi de noapte. Datorită alurii sale atletice i s-a propus să danseze și în afara Belgiei în țări precum Germania, Italia și Franța. În cele din urmă, el a devenit un actor porno in filme porno gay sub numele de scena Stany Falcone. El a declarat că i-a fost întotdeauna greu să-și ascundă orientarea sexuală ca fotbalist, coming out-ul fiind o mare ușurare pentru el. În 2011, Falcone a câștigat premiul Hustlaball pentru cel mai bun nou-venit în industria porno gay.

## Link-uri externe
- Site-ul oficial al lui Stany Falcone